# 12 ноября
12 ноября — 316-й день года (317-й в високосные годы) по григорианскому календарю.
До конца года остаётся 49 дней.
До 15 октября 1582 года — 12 ноября по юлианскому календарю, с 15 октября 1582 года — 12 ноября по григорианскому календарю.
В XX и XXI веках соответствует 30 октября по юлианскому календарю.

## Праздники и памятные дни

### Общественные
Всемирный день борьбы с пневмонией (World Pneumonia Day)

### Национальные
- Азербайджан — День Конституции Азербайджанской Республики

### Религиозные
Католицизм
 — Память святителя Арсакия Медиоланского, епископа Милана (V—VI века);
 — память преподобного Диего из Алькалы, монаха-францисканца (1463 год);
 — память священномученика Иосафата (Кунцевича), архиепископа Полоцкого (1623 год);
 — память святителя Куниберта Кёльнского, епископа Кёльна (663 год);
 — память преподобного Лебуина Девентерского, монаха-миссионера (773 год);
 — память святителя Мартина I, папы римского (655 год).
 Православие
 — Память священномученика Зиновия, епископа Егейского, и сестры его мученицы Зиновии (285 год);
 — обретение мощей священноисповедника Агафангела (Преображенского), митрополита Ярославского (1998 год);
 — память священномученика Матфея Казарина, диакона (1942 год);
 — память апостолов от 70-ти Тертия, Марка, Иуста и Артемы (I век);
 — память священномученика Маркиана, епископа Сиракузского (II век);
 — память мученицы Евтропии (около 250 года);
 — память мученицы Анастасии Солунской (III век);
 — память святого Стефана Милютина, короля Сербского (1320 год), брата его Драгутина (1316 год) и матери их Елены (1306 год);
 — празднование Озерянской иконы Божьей Матери (XVI век).

### Именины
- Православные:

мужские: Агафангел, Артёма, Драгутин, Зиновий, Марк, Маркьян, Матвей, Степан, Тертий, Третьяк, Юст;
женские: Евтропья, Елена, Зиновья, Настасья

## События

### До XIX века
- 1187 — началась осада Тира.
- 1335 — в Вишеграде, резиденции короля Венгрии Карла I Роберта, состоялась встреча правителей трёх держав — Венгрии, Польши и Чехии, положившая начало военно-политическому союзу — первому в Центральной Европе.
- 1717 — Иоганн Эрнст Элиас Бесслер, известный также как Орфиреус (лат. Orffyreus), продемонстрировал своему покровителю ландграфу Карлу Гессен-Кассельскому изобретённый им «вечный двигатель», имевший вид полого колеса диаметром около четырёх метров и толщиной тридцать пять сантиметров.

### XIX век
- 1803 — Николай Михайлович Карамзин официально назначен «российским историографом».
- 1808 — публичный подъём в Вене Я. Дегена на своём гибридном летательном аппарате — орнитоптере, частично уравновешенном водородным баллоном[7].
- 1837 — состоялось торжественное открытие первого участка Царскосельской железной дороги.
- 1847 — первая общественная демонстрация использования хлороформа как анестезирующего вещества произведена Джеймсом Симпсоном в Университете Эдинбурга.
- 1853 — Ахалцихское сражение.
- 1859 — в Париже цирковой артист Жюль Леотар[фр.] впервые дал представление на воздушной трапеции.
- 1860 — образована Секретная служба США. Первоначальной задачей сотрудников службы была борьба с подделкой долларов.
- 1888 — на празднике печатников французского города Лилля в исполнении рабочего хора впервые звучит «Интернационал».

### XX век
- 1905 — провозглашена Старобуянская республика.
- 1906 — бразильский конструктор-пилот Альберто Сантос-Дюмон установил первый мировой рекорд в авиации, пролетев 220 метров менее чем за 22 секунды.
- 1910
  - В Париже вышел первый номер «Рабочей газеты» — нелегального органа большевиков.[источник не указан 1375 дней]
  - Первый кинотрюк — каскадёр прыгает в реку Гудзон из горящего воздушного шара.
- 1912 — поисковая группа обнаружила место последней стоянки английского полярного исследователя Роберта Скотта и его товарищей.
- 1915 — Великобритания проводит аннексию островов Гильберт и Эллис (современные острова Тувалу и Кирибати), превращая протекторат в колонию.
- 1917 — Зимний дворец в Петрограде объявлен Государственным музеем.
- 1918
  - Император Австро-Венгрии Карл I Габсбург отрёкся от престола. Провозглашена Республика Германская Австрия.
  - Решение Регентского Совета Польши о назначении Юзефа Пилсудского «начальником государства».
- 1920 — по договору, заключённому в Рапалло, Италия получает Истрию и отказывается от Далмации в пользу Королевства сербов, хорватов и словенцев (будущая Югославия).
- 1921
  - Великие державы признают правительство Албании.
  - В США открылась Вашингтонская конференция по разоружению (завершилась 6 февраля 1922).
- 1925 — погибает подводная лодка ВМФ Великобритании М-1 (переделанная из лодки типа К) в результате столкновения в Ла-Манше со шведским пароходом «Видер».
- 1927 — Лев Троцкий и Григорий Зиновьев исключены из ВКП(б).
- 1930 — в Лондоне открывается первая конференция «Круглый стол» по Индии (по 19 января 1931 года). Представители Партии конгресса отсутствуют.
- 1933
  - На парламентских выборах в Германии 92 % голосов отдано за список кандидатов от нацистской партии (96 % мест в парламенте).
  - Получена первая фотография предполагаемого лох-несского чудовища.
- 1940 — народный комиссар иностранных дел СССР В. М. Молотов прибывает с визитом в Берлин для переговоров с Адольфом Гитлером и министром иностранных дел Иоахимом фон Риббентропом.
- 1941 — Великая Отечественная война: начало «страшных морозов» (−12 °С) в Подмосковье, на которые фон Боком списано поражение группы армий «Центр».
- 1942
  - Завершились шестидневные бои у города Орджоникидзе, в которой потерпела поражение ударная группировка 1-й германской танковой армии.
  - Конвой под командованием вице-адмирала Хироаке Абе входит в пролив между островами Саво и Гвадалканал.
- 1944 — ВВС Великобритании потопили флагман кригсмарине — линейный корабль «Тирпиц».
- 1945 — на выборах в Югославии побеждает Иосип Броз Тито.
- 1947 — первый полёт экспериментального вертолёта Ка-8 двухвинтовой соосной схемы.
- 1948 — в Токио завершается судебный процесс над главными японскими военными преступниками.
- 1949 — избрание президентом Гватемалы Хакобо Арбенса Гусмана.
- 1952
  - На семиметровом шлюпе «Фелисити Энн» отправляется в плавание Энн Дэвисон — первая женщина, сумевшая в одиночку пересечь Атлантический океан.
  - Первый полёт самолёта Ту-95 совершил экипаж лётчика-испытателя А. Д. Перелёта.
- 1956
  - Гамаль Абдель Насер избирается президентом Египта.
  - Янош Кадар отказывается впустить наблюдателей ООН в Венгрию, но принимает помощь ООН.
- 1958
  - Германская Демократическая Республика рассылает 60 странам ноту с требованием признания.
  - На парламентских выборах в Федерации Родезии и Ньясаленда победу одержала Объединённая федеральная партия во главе с премьер-министром Роем Веленски.
- 1960 — вступила в строй первая советская атомная подводная лодка проекта 658 с 3 баллистическими ракетами Р-13.
- 1964 — суд высокой инстанции в Родезии (современное Зимбабве) выносит решение о том, что задержание Джошуа Нкомо является незаконным.
- 1965
  - Английский лайнер Yarmouth Castle, имея на борту 600 пассажиров и экипаж, во время плавания из Майами в Нассау загорелся по неизвестной причине. Полностью выгорев, лайнер затонул на третьи сутки. Погибло 92 человека и более 400 человек получили серьёзные ожоги.
  - В СССР запускается в сторону Венеры автоматическая межпланетная станция «Венера-2».
- 1966 — Испания с этого дня отказывается признавать гибралтарские паспорта. До того, 5 октября, она закрыла границу с Гибралтаром для всех видов транспорта на 17 лет.
- 1970 — на Индию и пакистанскую провинцию Восточная Бенгалия (ныне Бангладеш) обрушивается циклон и мощная приливная волна. Это приводит к гибели свыше 500 тыс. человек.
- 1971
  - Президент США Ричард Никсон заявляет о прекращении активных боевых действий американских войск на территории Южного Вьетнама и отдаёт распоряжение о выводе ещё 45 тысяч военнослужащих.
  - При попытке уйти на новый круг разбивается самолёт Ан-24. Все 48 человек на борту погибают.
- 1974 — впервые с 1840 года в Темзе пойман лосось.
- 1979 — в качестве ответной меры на захват здания американского посольства в Тегеране президент США Джимми Картер вводит эмбарго на использование иранской нефти.
- 1980 — американская автоматическая межпланетная станция «Вояджер-1», отправленная 5 сентября 1977, пересекает орбиту Сатурна, проходя от него на расстоянии 124 000 км и в 4500 км от его спутника Титана.
- 1981
  - Генеральный синод Англиканской церкви подавляющим большинством голосов высказывается за признание свободных церквей, проповедников-женщин и разрешение посвящать женщин в духовный сан англиканской церкви.
  - Завершён первый трансокеанский перелёт на газонаполненном аэростате «Дабл Игл V». Маршрут воздухоплавателей пролёг между Нагасимой (Япония) и Ковелло (штат Калифорния, США). Он установил мировой рекорд дальности полёта для пилотируемого газонаполненного аэростата — 8382,54 км.
  - Запуск американского космического корабля многоразового использования «Спейс Шаттл-2 Колумбия-2», который пилотируют Джо Энгл и Ричард Трули (по 14 ноября).
- 1982 — Генеральным секретарём ЦК КПСС избран Юрий Владимирович Андропов.
- 1984 — в Аддис-Абебе проходит конференция Организации африканского единства на уровне глав государств.
- 1986 — в СССР создан Советский фонд культуры во главе с Дмитрием Лихачёвым.
- 1989 — первый полёт первого вертолёта, построенного из композитных материалов и приводимого в действие мускульной силой человека — «Да Винчи III».
- 1990
  - Официальная коронация императора Японии Акихито.
  - Тим Бернерс-Ли публикует официальное предложение по созданию Всемирной паутины.
- 1991 — беспорядки и демонстрации в Восточном Тиморе привлекают внимание к политике угнетения, проводимой индонезийскими властями в этом регионе (события продолжаются до 13 ноября).
- 1992 — в соответствии с результатами проведённого недавно голосования, отныне в Англиканской церкви в священнический сан могут рукополагаться также и женщины.
- 1995 — хорватское правительство и сербские лидеры приходят к соглашению о передаче Восточной Славонии, последней хорватской области, контролируемой сербами, под юрисдикцию Хорватии.
- 1996 — столкновение в воздухе авиалайнера Боинг-747 Саудовской Аравии и транспортного самолёта Ил-76ТД Казахстана. 349 погибших.
- 1999 — извержение вулкана Тунгурахуа (Эквадор).

### XXI век
- 2001 — в Нью-Йорке разбился самолёт Airbus A300, погибли 265 человек — 260 на борту и 5 на земле.
- 2014 — в Нагорном Карабахе сбит армянский вертолёт Ми-24.
- 2015
  - Начало вещания телеканала «Че».
  - Теракты в Бейруте, более 40 погибших.
- 2017 — землетрясение в Иране магнитудой 7,3. Более 500 погибших.
- 2021 — Правительство Российской Федерации внесло в Государственную думу законопроекты об использовании QR-кодов в общественных местах и на транспорте. Правительство охарактеризовало законопроекты как экстренную меру «на фоне сложной ситуации», вызванной распространением COVID-19 в России[8].

## Родились

### До XIX века
- 1547 — Клод Валуа (ум. 1575), вторая дочь французского короля Генриха II и Екатерины Медичи.
- 1700 — Карл Густав фон Штаден (ум. 1750) — российский пастор, писатель и поэт немецкого происхождения[9].
- 1727 — Иван Шувалов (ум. 1797), генерал-адъютант, фаворит императрицы Елизаветы Петровны, 1-й куратор Московского университета, президент Академии художеств.
- 1746 — Жак Александр Сезар Шарль (ум. 1823), французский учёный, изобретатель воздушного шара.
- 1767 — Павел Голенищев-Кутузов (ум. 1829), российский военный, сенатор, деятель системы образования, литератор.
- 1775 — Михаил Каченовский (ум. 1842), русский историк, переводчик, литературный критик, издатель.

### XIX век
- 1802 — Фридрих Густав Клемм (ум. 1867), немецкий историк, этнограф и антрополог.
- 1817 — Бахаулла (настоящее имя Хусейн Али-и-Нури; ум. 1892), иранский проповедник, основатель Веры Бахаи.
- 1833 — Александр Бородин (ум. 1887), русский композитор, химик и врач.
- 1840 — Огюст Роден (ум. 1917), французский скульптор.
- 1842 — Джон Уильям Стретт, лорд Рэлей (ум. 1919), английский физик и механик, лауреат Нобелевской премии (1904).
- 1843 — Григорий Вырубов (ум. 1913), русский философ и химик-кристаллограф.
- 1850 — Михаил Чигорин (ум. 1908), шахматист, чемпион России (1899—1906), претендент на шахматный престол.
- 1866 — Сунь Ятсен (ум. 1925), китайский революционер-демократ.
- 1878 — Артуро Регини[англ.] (ум. 1946), итальянский математик, философ и метафизик.
- 1891 — Сет Барнз Николсон (ум. 1963), американский астроном, открывший несколько спутников Юпитера и астероидов.
- 1898 — Леон Штукель (ум. 1999), словенский югославский гимнаст, трёхкратный олимпийский чемпион.

### XX век
- 1904 — Виктор Гайдукевич (ум. 1966), советский учёный, специалист в области античной археологии.
- 1914 — Юлий Реентович (ум. 1982), скрипач, народный артист РСФСР.
- 1915 — Ролан Барт (ум. 1980), французский философ и литературовед.
- 1917 — Джо Стаффорд (ум. 2008), американская певица.
- 1920 — Андрей Макаёнок (ум. 1982), белорусский советский драматург, сценарист, народный писатель Белорусской ССР.
- 1925 — Владимир Немухин (ум. 2016), российский художник-нонконформист, один из лидеров «Лианозовской группы».
- 1929
  - Грейс Келли (ум. 1982), американская актриса, княгиня Монако, обладательница премий «Оскар», «Золотой глобус».
  - Борис Литвинов (ум. 2010), советский и российский физик-ядерщик, академик РАН.
- 1931 — Татьяна Конюхова (ум. 2024), советская и российская актриса.
- 1933 — Борислав Ивков (ум. 2022), югославский и сербский шахматист, гроссмейстер.
- 1934 — Чарльз Мэнсон (ум. 2017), американский серийный убийца.
- 1935 — Людмила Гурченко (ум. 2011), актриса театра и кино, эстрадная певица, кинорежиссёр, народная артистка СССР.
- 1937 — Ричард Трули (ум. 2025), американский лётчик-испытатель и астронавт НАСА совершил два космических полёта.
- 1942 — Константин Кедров (ум. 2025), русский поэт, философ, литературный критик и литературовед.
- 1945 — Нил Янг, канадский рок-певец, гитарист и автор песен.
- 1948 — Хасан Рухани, иранский религиозный, духовный и государственный деятель, политик, президент Ирана (2013—2021).
- 1949 — Чан Тху Ха, вьетнамская пианистка и музыкальный педагог.
- 1952 — Вячеслав Зайцев, советский волейболист, олимпийский чемпион (1980), двукратный чемпион мира.
- 1954
  - Юрий Кара (ум. 2025), советский и российский кинорежиссёр, сценарист, кинопродюсер, актёр. Заслуженный деятель искусств РФ (2005).
  - Юрий Поляков, советский и российский писатель, поэт, драматург, киносценарист.
- 1955 — Лес Маккьюэн, шотландский музыкант и певец, участник группы Bay City Rollers.
- 1960 — Сол Гудман (настоящее имя Джеймс МакГилл), американский адвокат, мошенник.
- 1961 — Надя Комэнеч, румынская гимнастка, 5-кратная олимпийская чемпионка, двукратная чемпионка мира.
- 1963 — Наталья Негода, советская, российская и американская актриса театра и кино.
- 1964
  - Томас Бертольд, немецкий футболист, чемпион мира (1990).
  - Дэвид Эллефсон, басист и один из основателей американской трэш-метал-группы Megadeth.
- 1966
  - Орхан Джемаль (убит в 2018), российский военный журналист и общественный деятель.
  - Анетте Норберг, шведская кёрлингистка, двукратная олимпийская чемпионка, многократная чемпионка Европы и мира.
- 1967 — Ирина Халип, советская и белорусская журналистка.
- 1971 — Ребекка Уайсоки, американская актриса театра, кино и телевидения.
- 1973 — Рада Митчелл, австралийская актриса.
- 1974
  - Лурдес Бенедикто, американская телевизионная актриса.
  - Тамала Джонс, американская актриса.
- 1975
  - Кэтрин Грейнджер, британская гребчиха, олимпийская чемпионка, многократная чемпионка мира.
  - Джейсон Лезак, американский пловец, 4-кратный олимпийский чемпион, 8-кратный чемпион мира.
- 1976 — Евгения Чирикова, российский общественный деятель.
- 1978
  - Эшли Уильямс, американская актриса.
  - Лена Яда, американская актриса, фотомодель, серфер и рестлер.
- 1979 — Коте де Пабло, американская актриса кино и телевидения.
- 1980 — Райан Гослинг, канадский актёр и музыкант, лауреат премии «Золотой глобус».
- 1982
  - Юлия Ковальчук, российская певица и телеведущая, бывшая участница группы «Блестящие».
  - Энн Хэтэуэй, американская актриса и певица, обладательница премий «Эмми», «Золотой глобус», «Оскар» и др.
  - Максим Чудов, российский биатлонист, трёхкратный чемпион мира.
- 1985 — Арианни Селесте, американская фотомодель.
- 1988 — Расселл Уэстбрук, американский баскетболист, самый ценный игрок НБА (2017), олимпийский чемпион (2012).
- 1989 — Асиль Омран, саудовская певица и актриса.
- 1990 — Флоран Маноду, французский пловец, олимпийский чемпион (2012), многократный чемпион мира и Европы.
- 1992 — Лугелин Сантос, доминиканский легкоатлет, двукратный призёр Олимпийских игр.
- 1994 — Гийом Сизерон, французский фигурист (танцы на льду), олимпийский чемпион (2022), многократный чемпион мира и Европы.
- 1998 — Жюль Кунде, французский футболист, победитель Лиги наций УЕФА (2021).

## Скончались

### До XX века
- 607 — Бонифаций III (в миру Бонифачо Катодиочи), 66-й папа Римский (в 607).
- 1035 — Кнуд I Великий (р. ок. 995), король Дании (с 1018), Англии (с 1016) и Норвегии (с 1028).
- 1202 — Кнуд VI (р. 1163), король Дании (1182—1202).
- 1252 — Бланка Кастильская (р. 1188), супруга короля Франции Людовика VIII.
- 1494 — Якопо дель Селлайо (р. 1441), итальянский живописец флорентийской школы.
- 1567 — Анн де Монморанси (р. 1492), французский военный и государственный деятель, маршал Франции, барон, герцог.
- 1572 — Григорий Ходкевич (р. 1513), гетман Великого княжества Литовского.
- 1623 — Иосафат Кунцевич (р. ок. 1580), епископ Русской униатской церкви.
- 1662 — Адриан ван де Венне (р. 1589), нидерландский художник периода Золотого века Голландии.
- 1664 — Спиридон Потёмкин, старообрядческий писатель, богослов и проповедник.
- 1675 — Феодосия Морозова (р. 1632), боярыня, деятельница старообрядчества, сподвижница протопопа Аввакума.
- 1786 — Прокофий Демидов (р. 1710), уральский горнозаводчик, меценат и благотворитель.
- 1793 — Жан Сильвен Байи (р. 1736), французский астроном, деятель Великой французской революции, первый мэр Парижа.
- 1832 — Хосе Матиас Дельгадо (р. 1767), сальвадорский религиозный и политический деятель, «отец нации», президент Сальвадора (1821—1823).
- 1865 — Элизабет Гаскелл (р. 1810), английская писательница, биограф Ш. Бронте.
- 1884 — Мария Башкирцева (р. 1858), французская художница русского происхождения, автор знаменитого дневника.

### XX век
- 1903 — Камиль Писсарро (р. 1830), французский живописец.
- 1916 — Персиваль Лоуэлл (р. 1855), американский астроном, предсказавший существование планеты Плутон.
- 1917 — погибла Вера Слуцкая (р. 1874), социал-демократка, участница революционного движения в России.
- 1920 — Владимир Май-Маевский (р. 1867), российский военачальник, генерал-лейтенант, участник Белого движения.
- 1921 — Фернан Кнопф (р. 1858), бельгийский художник-символист, график, скульптор и искусствовед.
- 1939 — Макс Зеринг (р. 1857), немецкий экономист.
- 1941 — Василий Шервинский (р. 1850), терапевт и эндокринолог, основоположник советской клинической эндокринологии.
- 1948 — Умберто Джордано (р. 1867), итальянский композитор, представитель веризма.
- 1955 — Тин Уевич (р. 1891), хорватский поэт, переводчик, эссеист.
- 1966 — Куинси Портер (р. 1897), американский композитор и музыкальный педагог.
- 1969 — Лю Шаоци (р. 1898), председатель КНР (1959—1968).
- 1973 — Арман Тирар (р. 1899), французский кинооператор.
- 1974 — Сергей Урусевский (р. 1908), кинооператор и кинорежиссёр, заслуженный деятель искусств РСФСР.
- 1976 — Уолтер Пистон (р. 1894), американский композитор и педагог.
- 1978 — Тадеуш Фиевский (р. 1911), польский актёр.
- 1980
  - Андрей Амальрик (р. 1938), литератор, диссидент, автор книги «Просуществует ли СССР до 1984 года?».
  - Семён Вольфкович (р. 1896), советский химик-неорганик, академик.
- 1981 — Уильям Холден (р. 1918), американский актёр, обладатель премии «Оскар».
- 1989 — Долорес Ибаррури (р. 1895), испанская коммунистка, участница республиканского движения в годы Гражданской войны в Испании.
- 1990 — Ив Арден (р. 1907), американская актриса.
- 1993 — Анна Стэн (наст. имя Анна Фесак; р. 1908), советская и американская киноактриса.
- 1994
  - Майкл Иннес (р. 1906), английский писатель, автор детективов.
  - Вильма Рудольф (р. 1940), американская легкоатлетка, трёхкратная олимпийская чемпионка (1960).
- 1996 — Витаутас Жалакявичюс (р. 1930), кинорежиссёр, драматург и сценарист, народный артист Литовской ССР и РСФСР.
- 1997 — Виктор Садовский (р. 1922), советский кинорежиссёр и сценарист.

### XXI век
- 2007 — Айра Левин (р. 1929), американский писатель.
- 2008 — Митч Митчелл (р. 1947), английский рок-музыкант, барабанщик, участник «The Jimi Hendrix Experience».
- 2009
  - Вагрич Бахчанян (р. 1938), советский и американский художник-график и литератор-концептуалист.
  - Алла Парфаньяк (р. 1923), советская и российская актриса театра и кино.
- 2010 — Хенрик Гурецкий (р. 1933), польский композитор.
- 2013
  - Александр Серебров (р. 1944), советский космонавт, Герой Советского Союза.
  - Джон Тавенер (р. 1944), британский композитор.
- 2018
  - Стэн Ли (р. 1922), американский писатель, сценарист, редактор, создатель множества персонажей комиксов.
  - Игорь Лученок (р. 1938), советский и белорусский композитор, пианист, педагог, народный артист СССР.
- 2020
  - Масатоси Косиба (р. 1926), японский физик, лауреат Нобелевской премии по физике (2002) «за создание нейтринной астрономии»).
  - Джерри Ролингс (р. 1947), государственный, военный и политический деятель Ганы, глава Ганы в 1979 и 1981—2001 годах.
- 2023 — Дон Уолш (р. 1931), американский морской специалист и учёный.
- 2024 — Алексей Зимин (р. 1971), российский журналист, телеведущий, предприниматель и шеф-повар.

## Приметы
Зиновий Синичник, Зиновий и Зиновия.
- Синичкин день; в старину говорили: «Покорми синицу зимой, вспомнит тебя весной».
- Прилетают птицы-зимники — синицы, щеглы, снегири, сойки, чечётки, свиристели и др.
- Если синицы появляются стайками около домов — признак приближающихся грядущих холодов[10].
- Свистит синица — на ясный день.
- Синицы утром пищат — на ночной мороз.
- Зиновий — праздник охотников, выезжающих в этот день на первую порошу.
- Если на Зиновия волки стаями ходят — к голоду, мору или войне[11].